# (14451) 1992 WR5
1992 دابليو أر 5 (ويعرف أيضًا باسم (14451) 1992 دابليو أر 5 وفق تسمية الكوكب الصغير) (بالإنجليزية: 1992 WR5)‏ هو كويكب ضمن حزام الكويكبات؛ وترتيبه 14451 من حيث الاكتشاف.
اكتُشف هذا الجُرم الفلكي بواسطة سيجي أويدا في 27 نوفمبر 1992.

## وصلات خارجية
- (14451) 1992 WR5 في قاعدة بيانات مختبر الدفع النفاث لأجرام النظام الشمسي الصغيرة

- الاكتشاف · مخطط المدار ·  العناصر المدارية · المعلمات المادية

- (14451) 1992 WR5 على موقع ويكي سكاي: DSS2, SDSS, GALEX, IRAS, Hydrogen α, X-Ray, Astrophoto, Sky Map, Articles and images